# Джованні Фатторі
Джованні Фатторі (італ. Giovanni Fattori; 6 вересня 1825, Ліворно — 30 серпня 1908, Флоренція) — італійський художник, член групи Мак'яйолі. Один з найбільших представників італійського живопису XIX сторіччя. Спочатку став знаменитий як художник-баталіст, потім під впливом Барбізонської школи став працювати в пленерному живописі, в основному в пейзажному жанрі. Після 1884 року багато захоплювався графікою. 

## Біографія і творчість
Джованні Фатторі народився у небагатій родині в Ліворно. Спочатку передбачалося, що він здобуде освіту в торгівлі, але так як юнак виявив талант у живописі, в 1845 році він став учнем Джузеппе Бальдіні, художника, котрий здобув освіту в Римі, але працював в Ліворно. У 1846 році він переїхав до Флоренції, де брав приватні уроки у Джузеппе Беццуолі, потім записався в Академію Мистецтв. Про життя Фатторі в 1840-і роки збереглося мало документів. Відомо, що в 1848 році він перервав навчання в Академії, співчував національно-визвольному рухові та хотів записатися в армію, але сім'я утримала його від цього кроку. У 1850 році він відновив навчання в Академії, роблячи велику кількість замальовок з натури в невеликих альбомах, які завжди носив з собою. Відомо також, що на початку 1850-х років він був частим відвідувачем Caffè Michelangelo (популярний заклад серед митців) у Флоренції. До цього ж часу відносяться його перші художні твори. 

### Ранній період (до 1860)
Дуже невелика кількість відомих нам творів Фатторі відносяться до початку 1850-х років. Під впливом Беццуолі він писав портрети та історичні картини — в основному з історії Середньовіччя і Відродження. У 1855 році він виставив картину «Ільдегонда», написану під впливом розповіді Томмазо Гроссі, на Promotrice fiorentina. Приблизно в цей же час почав разом з туринським художником Адреа Гастальді експериментувати в жанрі реалізму. Одночасно він продовжував займатися історичним живописом. 
У XIX сторіччі Італія в художньому відношенні являла собою глибоку провінцію. У тім же 1855 році низка італійських художників відвідали Париж, де ознайомилися з роботами художників Барбізонської школи. Повернувшись, вони поширили в Італії раніше там невідому ідею пленерного живопису. У 1859 році Фатторі познайомився з римським художником Джованні Коста, під впливом якого також зайнявся пленерним живописом. У Флоренції з числа художників, які відвідували кафе «Мікеланджело», сформувалася група митців Мак'яйолі, які працювали на пленері і сповідували принципи, близькі до імпресіонізму, й іноді розглядаються як передтеча імпресіонізму. Фатторі увійшов в цю групу, що істотно змінило його стиль, хоча він ніколи не йшов так далеко в розчиненні контурів в світлі, як імпресіоністи. 
У 1859 році Фатторі виграв конкурс на кращу патріотичну батальну сцену в рамках урядового Concorso Ricasoli з картиною «Після битви при Мадженті». Грошова винагорода дозволила йому одружитися в липні 1859 року на Сеттімії Вануччі й оселитися у Флоренції. 

### Зрілий період (1861-1883)

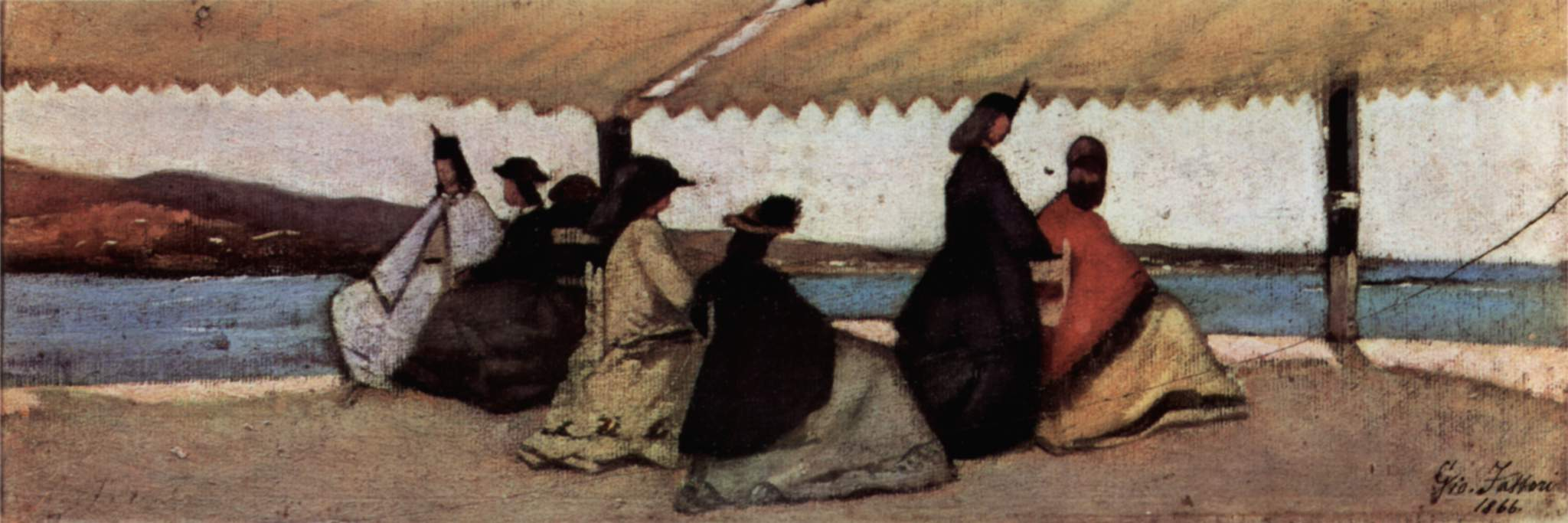
Ротонда в Пальм'єрі, 1866, Галерея сучасного мистецтва, Флоренція

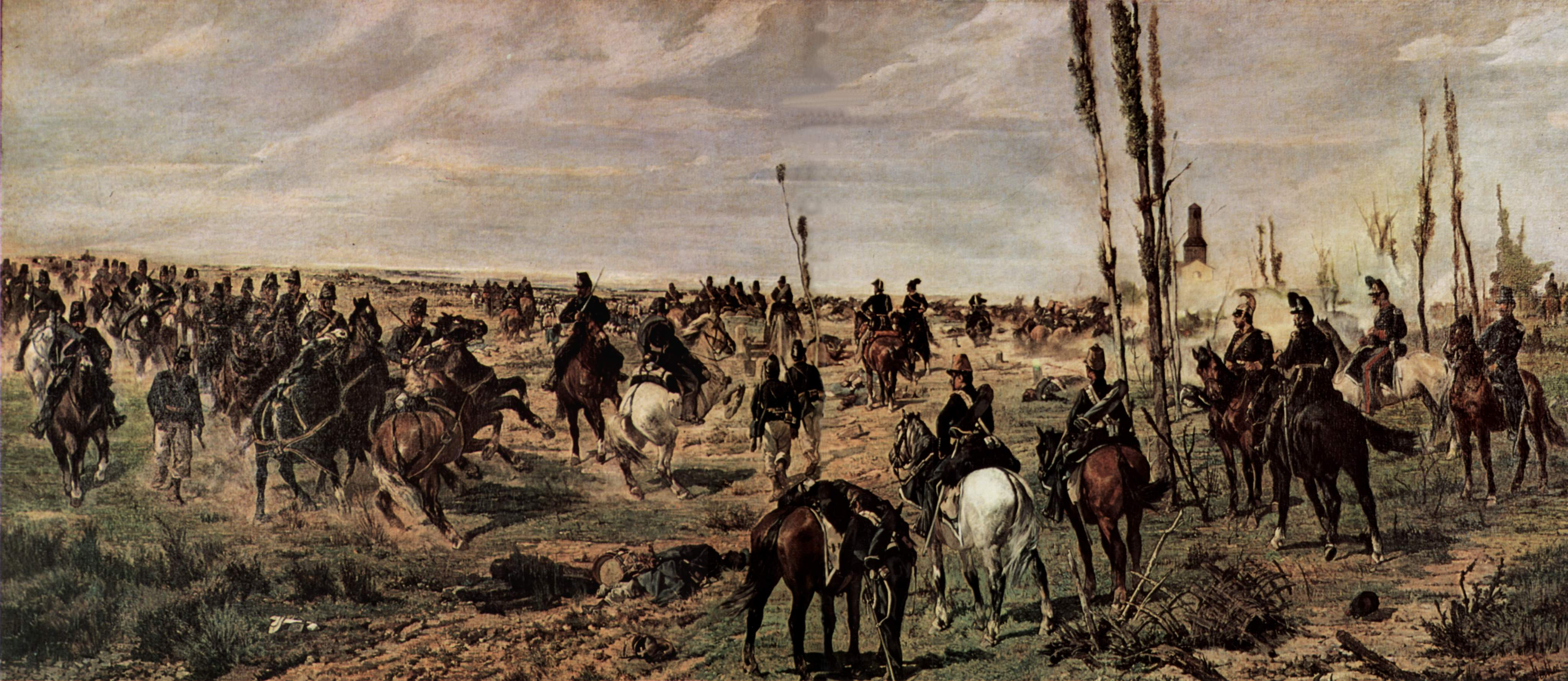
Битва при Монтебелло, 1864-1868, Музей Джованні Фатторі, Ліворно

Творчість Фатторі цього періоду є синтезом пленерного живопису, коли фіксується живе природне світло, і традиційного живопису, коли велика картина готується в студії за ескізами. 
З 1861 по 1867 рік художник в основному жив в Ліворно, так як його дружина була хвора на туберкульоз, і клімат в Ліворно більше їй підходив.. Він писав в основному сільські пейзажі, сцени з сільського життя і портрети. У 1864 році Фатторі виставив чотири картини на виставці Promotrice fiorentina. В кінці 1866 він переїхав в нове, більше за розміром, ательє у Флоренції, де працював над великими картинами на історичні, в основному батальні теми. У березні 1867 померла його дружина. 
Літо 1867 року Фатторі провів в Кастільончелло, разом з художником Джузеппе Аббаті працюючи над сільськими пейзажами. Ці пейзажі відрізняє простота геометричних форм і особлива увага до світла. У 1870 році на виставці в Пармі він отримав приз за батальне полотно «Князь Амадео Ферітіо в Кустозі». Джованні Фатторі також здобув бронзову медаль на Всесвітній виставці у Відні (1873) і Філадельфії (1876). 
У 1875 році він вперше відвідав Париж, де одна з його робіт, «Відпочинок», була виставлена в Салоні. Йому вдалося познайомитися з деякими французькими художниками, в тому числі з Камілем Піссарро, проте він сприйняв імпресіонізм без особливого ентузіазму, явно віддаючи перевагу барбізонській школі та висловлював своє захоплення такими майстрами, як Каміль Коро і Едуар Мане. 
В кінці 1860-х років він почав давати приватні уроки. Крім того, з 1869 року він два дні на тиждень викладав у флорентійській Академії мистецтв, де одним з його студентів пізніше був Амедео Модільяні. Однак його батальні полотна купувалися все гірше, і Фатторі почав відчувати фінансові труднощі. Він не зміг платити податки, і його нерухомість у Флоренції була конфіскована за борги. У 1878 році він послав дві картини на Всесвітню виставку в Парижі, але у нього не було достатньо коштів, щоб поїхати туди самому. Його депресивний стан кінця 1870-х років призвів до зрушення його творчості в бік реалізму. У 1880-і роки він писав в основному картини на сільську тематику, зокрема, домашніх тварин. Кілька його зображень стада корів експонувалися на виставці у Венеції 1887 року. 

### Пізній період (після 1884)

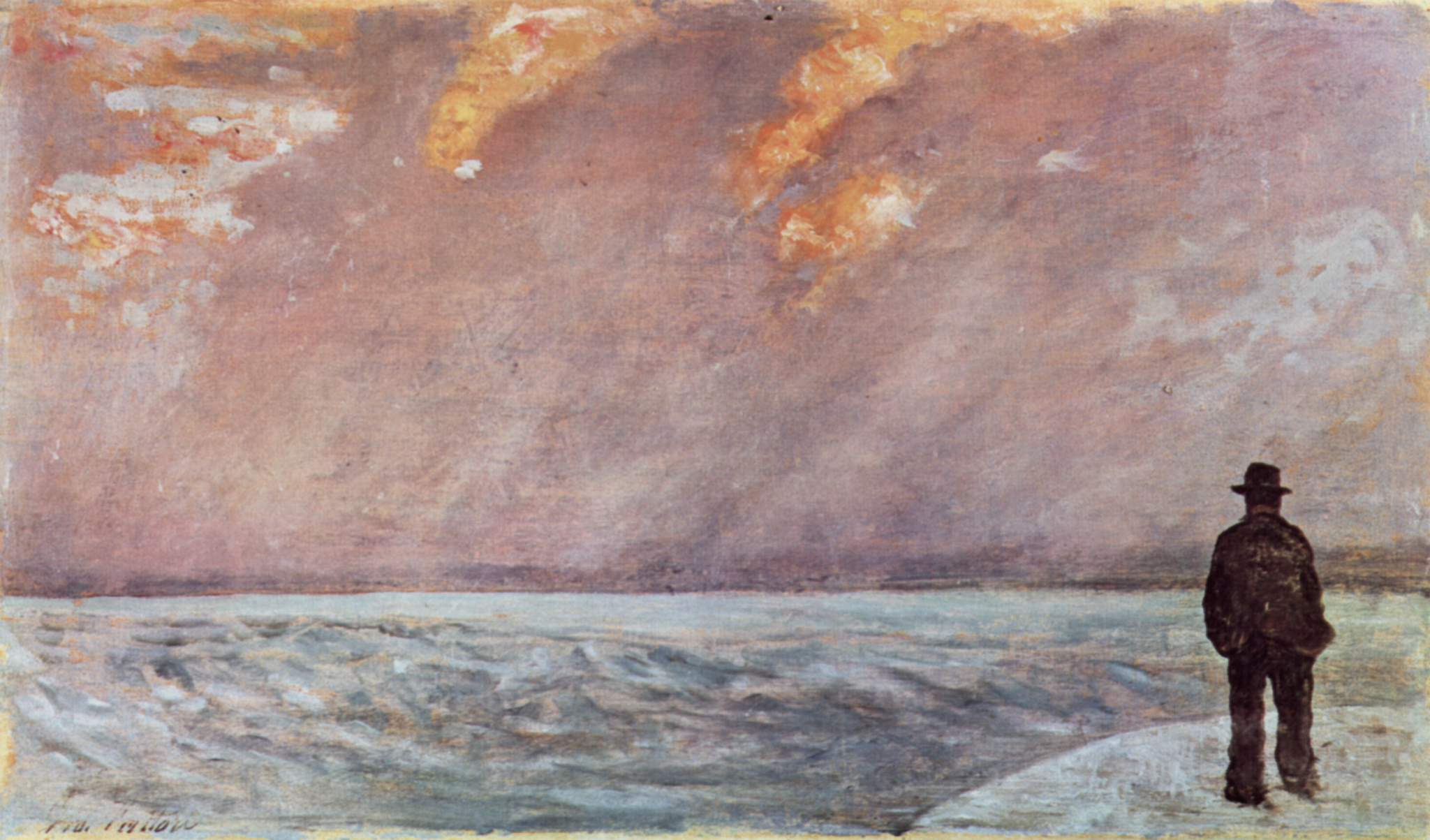
Захід сонця над морем (етюд) 1890-1895, Галерея сучасного мистецтва, Флоренція

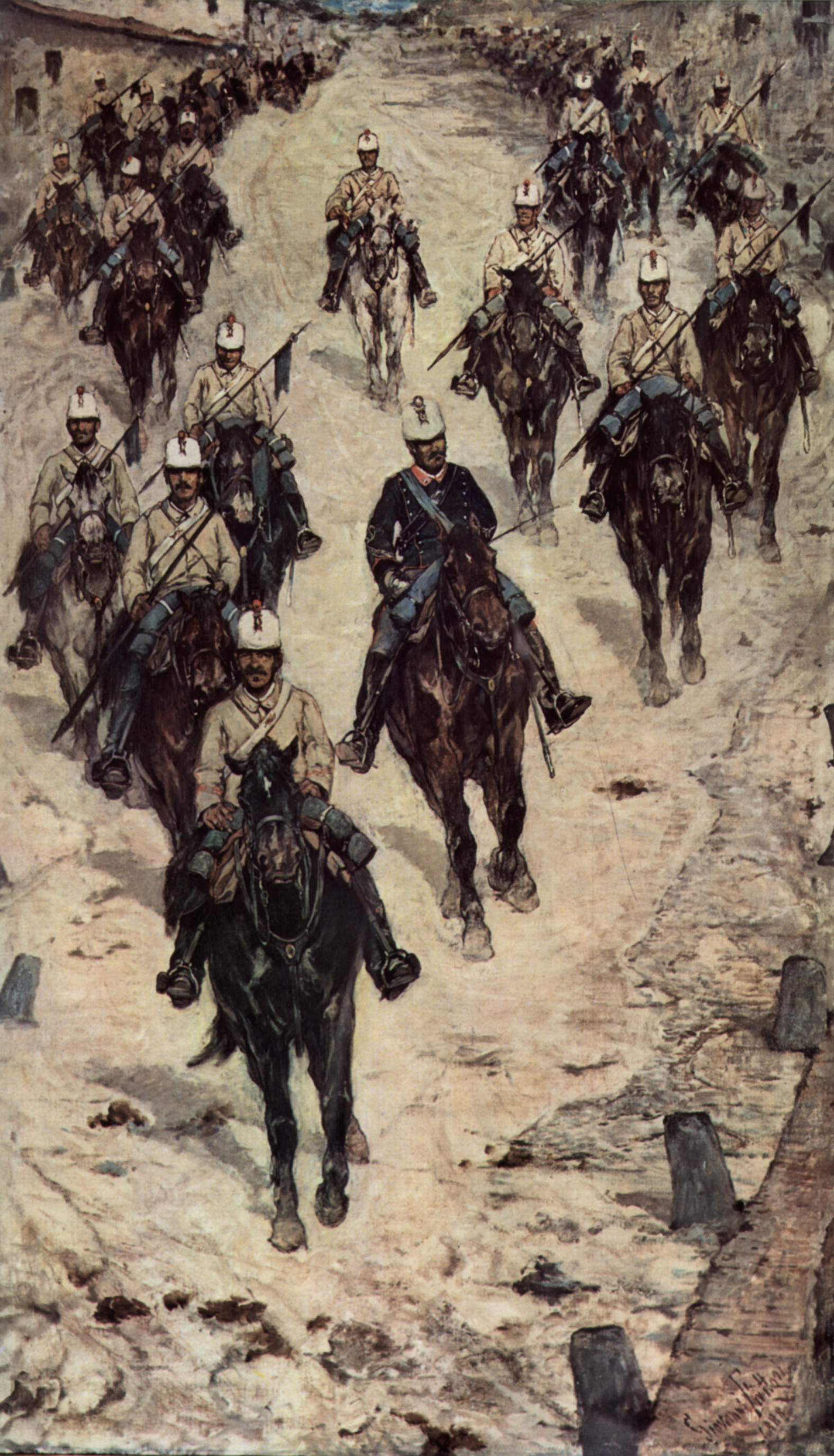
Кавалеристи на сільській вулиці, 1888, збори Тарагоні, Генуя

Після 1875 року Фатторі багато працював у графіці, і особливо, після 1884 року, в техніці офорту. Його офорти відразу були відзначені критикою, виставлялися в 1886 році на виставці Promotrice у Флоренції і в 1888 році на Національній виставці в Болоньї. У тому ж році його офорти купила Національна галерея сучасного мистецтва в Римі. Зазначалося, що офорти Фатторі виділяються інноваційною технікою та композицією. 
У 1884 році він випустив альбом з 20 літографіями, «20 Ricordi del vero». У 1888 році він був підвищений на посаді і став професором рисунку в Академії мистецтв. У 1890-ті і 1900-ті роки він брав участь в ряді міжнародних виставок, зокрема, отримав золоту медаль на Всесвітній виставці в Парижі в 1900 році. Його живопис цього періоду в основному представлений великими полотнами, виконаними в майстерні по пленерними ескізами (які Фатторі зазвичай писав на дереві) і виділяються відчуттям простору. В цей же час він виступав як ілюстратор книг, зокрема, виконав ілюстрації до роману Алессандро Мандзоні «Заручений».
У 1891 році він одружився вдруге, на Маріанні Бігоцці Мартінеллі. Незважаючи на значні доходи від продажу своїх робіт, Фатторі жив бідно і був змушений давати приватні уроки. Після смерті другої дружини в 1903 році він в 1906 році одружився втретє, на Фанні Марінеллі. 
Під кінець життя Фатторі розчарувався в політичному розвитку Італії, і сліди глибокого розчарування видніють в його творчості. Він до кінця своїх днів викладав в Академії, але не сприйняв нових художніх течій, зокрема, виступив з різкою критикою пуантилізму. 
Джованні Фатторі помер 30 серпня 1908 року у Флоренції та був похований біля церкви Санутаріо делла Мадонна ді Монтенеро в селі Монтенеро.

## Пам'ять
Роботи Джованні Фатторі виставлені в найбільш престижних музеях сучасного мистецтва в Італії, таких як Національна галерея сучасного мистецтва в Римі, Пінакотека Брера в Мілані і Палаццо Пітті у Флоренції. 
В Ліворно відкритий музей Джованні Фатторі. 